# Quadro de medalhas da Universíada de Inverno de 2017
O quadro de medalhas na Universíada de Inverno de 2017 é uma lista que classifica as Federações Nacionais de Esportes Universitários (NUSF) de acordo com o número de medalhas conquistadas em Almaty, no Cazaquistão. Estão sendo disputadas 69 finais em 11 modalidades olímpicas.

## O quadro
O quadro de medalhas está classificado de acordo com o número de medalhas de ouro, estando as medalhas de prata e bronze como critérios de desempate.
A primeira medalha de ouro foi conquistada pela atleta russa Elena Yakovishina no Super G a frente da finlandesa Nea Luukko e da japonesa Asa Ando.
Já a primeira medalha dos anfitriões cazaques foi um bronze. A atleta Anna Shevchenko ficou em terceiro lugar na prova do 5km individual do cross-country. A medalha de ouro foi para a russa Lilla Vasileva e a de prata para a sua compatriota Anna Nechaevskaya.
| Ordem                                     | País               | Medalha de ouro | Medalha de prata | Medalha de bronze |    |
| ----------------------------------------- | ------------------ | --------------- | ---------------- | ----------------- | -- |
| 1                                         | RUS Rússia         | 29              | 27               | 15                | 70 |
| 2                                         | KAZ Cazaquistão    | 11              | 8                | 17                | 35 |
| 3                                         | KOR Coreia do Sul  | 11              | 5                | 5                 | 21 |
| 4                                         | JPN Japão          | 6               | 12               | 10                | 28 |
| 5                                         | POL Polônia        | 5               | 2                | 5                 | 12 |
| 6                                         | CHN China          | 4               | 4                | 2                 | 10 |
| 7                                         | FRA França         | 4               | 2                | 2                 | 8  |
| 8                                         | ITA Itália         | 4               |                  |                   | 4  |
| 9                                         | BLR Bielorrússia   | 3               | 2                | 1                 | 6  |
| 10                                        | UKR Ucrânia        | 2               | 3                | 4                 | 9  |
| 11                                        | CZE Chéquia        | 2               | 2                | 5                 | 9  |
| 12                                        | AUT Áustria        | 1               | 2                | 5                 | 8  |
| 13                                        | CAN Canadá         | 1               | 1                | 1                 | 3  |
| 14                                        | GBR Grã-Bretanha   | 1               |                  |                   | 1  |
|                                           | LAT Letônia        | 1               |                  |                   | 1  |
| 16                                        | NED Países Baixos  |                 | 3                | 1                 | 4  |
| 17                                        | SUI Suíça          |                 | 2                | 3                 | 5  |
| 18                                        | GER Alemanha       |                 | 2                | 1                 | 3  |
| 19                                        | AUS Austrália      |                 | 2                |                   | 1  |
|                                           | SLO Eslovênia      |                 | 2                |                   | 2  |
|                                           | FIN Finlândia      |                 | 2                |                   | 2  |
| 22                                        | SWE Suécia         |                 | 1                | 3                 | 4  |
| 23                                        | USA Estados Unidos |                 | 1                | 1                 | 2  |
| 24                                        | SVK Eslováquia     |                 |                  | 2                 | 2  |
| 25                                        | ARM Armênia        |                 |                  | 1                 | 1  |
|                                           | NOR Noruega        |                 |                  | 1                 | 1  |
| Nenhum país lusofóno conquistou medalhas. |                    |                 |                  |                   |    |

     País sede destacado.